# Bernd Krauss
Bernd Krauss (Dortmund, 8 mei 1957) is een voormalig profvoetballer uit Oostenrijk, die als verdediger speelde en het grootste deel van zijn loopbaan uitkwam voor Rapid Wien en Borussia Mönchengladbach. Hij werd geboren in West-Duitsland. Krauss werd later trainer-coach.

## Interlandcarrière
Onder leiding van bondscoach Karl Stotz maakte Krauss zijn debuut voor het Oostenrijks voetbalelftal op 29 april 1981 in de WK-kwalificatiewedstrijd tegen West-Duitsland (2-0) in Hamburg. Hij nam met zijn vaderland deel aan het WK voetbal 1982 in Spanje. Krauss speelde in totaal 22 interlands voor zijn vaderland in de periode 1981-1984.

## Trainerscarrière
Als trainer-coach won Krauss de DFB-Pokal met Borussia Mönchengladbach in 1995.

## Erelijst
Rapid Wien
- Oostenrijks landskampioen

1982, 1983
- Beker van Oostenrijk

1983